# Amaroni
Amaroni (calabrés Lamàruni) és un municipi italià, dins de la província de Catanzaro. Ocupa una superfície de 9,88 quilòmetre quadrat i tenia 1,660 habitants a l'1 gener 2023.

## Demografia
| 1861 | 1871 | 1881 | 1901 | 1911 | 1921 | 1931 | 1951 | 1961 | 1971 | 1981 | 1991 | 2001 | 2011 |
| ---- | ---- | ---- | ---- | ---- | ---- | ---- | ---- | ---- | ---- | ---- | ---- | ---- | ---- |
| 1066 | 1148 | 1163 | 1342 | 1493 | 1451 | 1546 | 1883 | 2157 | 2323 | 2542 | 2533 | 2007 | 1885 |

## Administració
| Període             | Identitat               | Partit                       |
| ------------------- | ----------------------- | ---------------------------- |
| 1995-1999           | Valerio Gesualdo        | Partit Popular Italià        |
| 1999-2004           | Antonio Ruggiero        | llista electoral independent |
| 2004-2009           | Luigi Foderaro          | llista electoral independent |
| 2009-2014           | Artutro Bova            | Partit Democràtic            |
| 2014-2015           | comissari extraordinari | comissari extraordinari      |
| 2015- (dos governs) | Luigi Ruggiero          | llista electoral independent |

## Ciutats agermanades
Amaroni manté una relació d'agermanament amb la següent localitat:
- Suïssa, Risch-Rotkreuz